# سیارک ۸۹۱۲
سیارک ۸۹۱۲ (به انگلیسی: 8912 Ohshimatake، نامگذاری:1995YN1) هشت هزار و نهصد و دوازدهمین سیارک کشف شده‌است که در ۲۱ دسامبر ۱۹۹۵ کشف شد.
قدر مطلق سیارک برابر ۳۵.۴ است.